# 艾維鎮區 (阿肯色州富蘭克林縣)
艾維鎮區（英語：Ivy Township）是位於美國阿肯色州富蘭克林縣的一個行政鎮區。

## 地方資料
艾維鎮區的面積為43.09平方千米，當中陸地面積為37.76平方千米，而水域面積為5.33平方千米。根據2010年美國人口普查的數據，當地共有人口576人，而人口密度為每平方千米13.37人。